# Andrey Dmitryevich Sakharov
Andrey Dmitriyevich Sakharov (tiếng Nga: Андре́й Дми́триевич Са́харов; 21 tháng 5 năm 1921 – 14 tháng 12 năm 1989) là một nhà vật lý người Nga, nhà hoạt động xã hội, viện sĩ Viện Hàn lâm Liên Xô (1953), nhân vật bất đồng chính kiến, nhà hoạt động cho giải trừ quân bị, hòa bình và nhân quyền.
Ông trở nên nổi tiếng với tư cách là nhà thiết kế RDS-37 của Liên Xô, tên mã cho sự phát triển của Liên Xô về vũ khí nhiệt hạch. Sakharov sau đó trở thành người ủng hộ tự do dân sự và cải cách dân sự ở Liên Xô, mà ông phải đối mặt với cuộc đàn áp nhà nước; những nỗ lực này đã mang lại cho ông Giải Nobel Hòa bình năm 1975. Giải thưởng Sakharov, được trao tặng hàng năm bởi Nghị viện châu Âu cho những người và tổ chức dành riêng cho nhân quyền và tự do, được đặt tên để tôn vinh ông.

## Thân thế sự nghiệp
Andrey Sakharov sinh ra trong một gia đình trí thức ở Moskva. Cha ông nguyên là giáo viên vật lý trường phổ thông, sau này tham gia giảng dạy tại trường Đại học sư phạm quốc gia Moskva. Mẹ ông có gốc gác Hy Lạp, hai bên gia đình đều là người mộ đạo nhưng cả cuộc đời mình Sakharov là một người không tôn giáo (ông vẫn tin có một "nguyên lý dẫn đường" cho cả vũ trụ và loài người).
Ông vào học khoa vật lý trường Đại học Tổng hợp Moskva năm 1938 và tốt nghiệp cử nhân năm 1942 và đạt bằng đỏ. Làm nghiên cứu sinh ở Viện vật lý Lebedeva P.N. (1947), lấy bằng tiến sĩ khoa học toán lý (1953).
Sau khi tốt nghiệp đại học ông làm kĩ sư nghiên cứu trong nhà máy đạn Ulianovsk. Năm 1943 ông cưới Klavdia Alekseyevna Vikhireva và có hai con gái, một con trai (Klavdia mất năm 1969). Năm 1972, ông cưới Yelena Bonner, một người bạn cùng đấu tranh cho nhân quyền.
Năm 1945 ông trở về Moskva và vào nghiên cứu trong khoa lý thuyết của Viện vật lý thuộc Hàn lâm khoa học Liên Xô, năm 1947 ông nhận bằng tiến sĩ. Từ giữa năm 1948 ông tham gia chương trình nghiên cứu chế tạo bom hạt nhân của Liên Xô, cùng làm việc với Igor Tamm, Igor Kurchatov.
Năm 1950, ở Saratov, ông đóng vai trò quan trọng trong việc phát triển bom khinh khí hạng megaton của Liên Xô, đồng thời cùng với dự án Teller-Ulam của Hoa Kỳ, quả bom này đã nổ thử năm 1955. Cũng năm 1950 Sakharov và Igor Tamm đã đề xuất ý tưởng về lò phản ứng nhiệt hạch có kiểm soát (tokamak) phục vụ cho mục đích hòa bình.
Từ sau năm 1965, Sakharov trở lại nghiên cứu vật lý lý thuyết, bắt đầu nghiên cứu về hạt nhân và khoa học vũ trụ.

## Hoạt động xã hội
Từ cuối những năm 1950, Sakharov đã nhận thấy những vấn đề về đạo đức trong việc sử dụng các nghiên cứu của mình cho mục đích chính trị. Trong những năm 1960 ông tích cực chống việc phổ biến vũ khí hạt nhân. Hiệp định hạn chế thử vũ khí hạt nhân (PTBT) ký kết năm 1963 ở Moskva có dấu ấn quan trọng của Sakharov.
Năm 1967, ông vận động chấm dứt chạy đua chương trình tên lửa chống tên lửa đạn đạo nhưng không thành công. Tháng 5 năm 1968, một luận văn cổ xúy việc chung sống hòa bình, tiến bộ và tự do trí tuệ được Sakharov cho lưu hành dạng bản thảo rồi sau đó được xuất bản ở nước ngoài vào tháng 7 cùng năm, việc này khiến ông bị cấm tham gia vào các dự án quốc phòng, chỉ còn được nghiên cứu về lý thuyết.
Năm 1970, ông nằm trong ban sáng lập Ủy ban về nhân quyền ở Liên Xô, từ đó ông chịu nhiều sức ép từ phía chính quyền. Đặc biệt trong năm 1973 và 1974, ông và Solzhenitsyn bị truyền thông Liên Xô tấn công, bôi nhọ, một số ít dám lên tiếng bảo vệ 2 ông này đều bị "trừng phạt" thẳng tay.
Năm 1973, Sakharov được đề cử và năm 1975 ông được tặng giải Nobel Hoà bình (tuy ông không được phép rời Liên Xô để lãnh giải).
Tháng 1 năm 1980 ông bị chính quyền bắt giữ sau khi công khai chỉ trích hành động can thiệp vào Afghanistan năm 1979, và bị di cư đến thành phố Gorky (Nizhny Novgorod) nhằm cách li ông với các nhân vật nước ngoài, ở đây căn hộ của ông thường bị theo dõi lục soát và trộm cắp.
Năm 1984, nhân việc vợ ông cũng bị bắt vì lý do chính trị, Sakharov tuyên bố tuyệt thực để phản đối, yêu cầu chính quyền phải để Yelena đi Mỹ mổ tim. Ông bị đưa vào bệnh viện và buộc phải truyền thức ăn vào người. Tháng 8 năm 1984, Yelena bị tuyên án 5 tháng lưu đày ở Gorky. Tháng 4 năm 1985 ông lại tuyệt thực để yêu cầu cho vợ được đi Mỹ và lại nhập viện. Cuối cùng vợ ông cũng được cho đi Mỹ mổ tim và trở về Liên Xô tháng 6 năm 1986.
Tháng 3 năm 1989 Sakharov được bầu vào quốc hội mới, và đồng lãnh đạo một phái dân chủ đối lập.
Tối 14 tháng 12 năm 1989, Sakharov mất do một cơn đau tim trong phòng làm việc trong lúc chợp mắt trước khi viết diễn văn đọc trước quốc hội vào hôm sau. Ông được mai táng ở nghĩa trang Vostryakovskoye, Moskva.

## Các giải thưởng
- 3 lần Anh hùng lao động Liên Xô (1953, 1955 và 1962).
- Giải thưởng Lenin năm 1956.
- Giải thưởng Stalin năm 1953.
- Nobel Hòa bình năm 1975.